# Filonides z Laodikei
Filonides z Laodikei (II wiek p.n.e.) – grecki filozof ze szkoły filozofii epikurejskiej. Zebrał dla Antiocha Epifanesa dużą bibliotekę, którą umieszczono w Antiochii. Za sprawą Filonidesa z Laodikei Syria stała się ważnym ośrodkiem rozwoju epikureizmu.